# Liste der Kulturdenkmale in Mutzschwitz
In der Liste der Kulturdenkmale in Mutzschwitz sind die Kulturdenkmale des Nossener Ortsteils Mutzschwitz verzeichnet, die bis September 2024 vom Landesamt für Denkmalpflege Sachsen erfasst wurden (ohne archäologische Kulturdenkmale). Die Anmerkungen sind zu beachten.
Diese Aufzählung ist eine Teilmenge der Liste der Kulturdenkmale in Nossen.

## Mutzschwitz
| Bild                                    | Bezeichnung                                                                                | Lage                           | Datierung                                                                                            | Beschreibung | ID       |
| --------------------------------------- | ------------------------------------------------------------------------------------------ | ------------------------------ | --- | --- | -------- |
| Direkt Bild zu diesem Denkmal hochladen | Wegestein                                                                                  | (Flurstücke 90 und 89) (Karte) | Bezeichnet mit 1830                                                                                  | Verkehrsgeschichtlich von Bedeutung | 09269816 |
| Direkt Bild zu diesem Denkmal hochladen | Wohnstallhaus, Stallgebäude und Seitengebäude eines ehemaligen Vierseithofes, mit Torbogen | Mutzschwitz 1 (Karte)          | Bezeichnet mit 1787 (Wohnstallhaus); bezeichnet mit 1790 (Torbogen); 19. Jahrhundert (Seitengebäude) | Stattliches, massives Wohnstallhaus mit Segmentbogenportal, steiles Satteldach mit zwei Rundbogenfenstern im Giebel, Stallgebäude im Obergeschoss Fachwerk, weitgehend geschlossen erhaltene Hofanlage, baugeschichtlich und wirtschaftsgeschichtlich von Bedeutung. Bei dem Objekt handelt es sich um einen ehemaligen großen Vierseithof, von dem mittlerweile die Scheune nicht mehr steht. Erhalten sind noch das Wohnstallhaus, was laut Scheitelsteindatierung im Segmentbogenportal von 1787 stammt, das vordere Eingangsportal, laut Scheitelstein stammt es von 1790, das Seitengebäude, was noch sichtbares Fachwerk – mehr zum Hof als zur Landseite – besitzt und außerdem noch ein Stallgebäude aus dem Ende des 19. Jahrhunderts. Ursprünglich bestand der Hof aus vier Teilen und besaß außerdem noch zwei Toreinfahrten, auf der Dorfseite und der Feldseite, letztere Toreinfahrt ist leider nicht mehr vorhanden. Trotz Verlust der Scheune stellt der Hof mit seinen erhaltenen Gebäuden ein bemerkenswertes Denkmal der Volksbauweise dar. Außerdem ist er in dieser Höhenlage – der Hof scheint richtig über dem Ort zu thronen – von Bedeutung für das Ortsbild. Soweit einsehbar, stimmt die Maßstäblichkeit der Fenster an dem zweigeschossigen langgestreckten Wohnstallhaus, bis auf drei liegende Fenster im Giebel- und im Hofbereich. Das Gebäude ist weitestgehend massiv, der letzte Anbau ist nach Aussage des Eigentümers etwa 1922 erfolgt. In der Giebelspitze zur Dorfseite findet man das für ländliche Bauten in der Mitte des 19. Jahrhunderts typische Motiv der Zwillingsfenster. Das Fachwerk am Seitengebäude besteht aus den üblichen Teilen wie Balken, Schwellen, Stielen, Riegeln, Streben. Die Fenster sind auch hier weitestgehend im ursprünglichen Zustand erhalten, nur ein Einbau in der Mitte hat das Bild etwas verändert. Die Fenster der Hofseite des Wohnstallhauses sind zweigeteilt, offenbar auch Kastenfenster. Markante Details am Stallgebäude sind die Belüftungsöffnungen im Kniestockbereich. | 09268193 |
| Direkt Bild zu diesem Denkmal hochladen | Wohnstallhaus eines ehemaligen Vierseithofes                                               | Mutzschwitz 2 (Karte)          | 1. Hälfte 19. Jahrhundert                                                                            | Obergeschoss Fachwerk mit Krüppelwalmdach, Sandsteintürstock, baugeschichtlich von Bedeutung | 09268192 |
| Direkt Bild zu diesem Denkmal hochladen | Wohnstallhaus, Seitengebäude und Scheune eines ehemaligen Vierseithofes                    | Mutzschwitz 4 (Karte)          | Bezeichnet mit 1825                                                                                  | Weitgehend geschlossen erhaltener Bauernhof, Gebäude in Fachwerkbauweise, stattliches Wohnstallhaus mit Fachwerk-Obergeschoss und Segmentbogenportal, baugeschichtlich von Bedeutung. Wohnstallhaus Sandstein-Türstock und -fenstergewände. | 09268191 |
| Direkt Bild zu diesem Denkmal hochladen | Wohnstallhaus und Seitengebäude eines Bauernhofes, mit Torpfeilern der Hofzufahrt          | Mutzschwitz 6 (Karte)          | 1. Hälfte 19. Jahrhundert                                                                            | Beide Gebäude Obergeschoss Fachwerk, zeit- und landschaftstypisches Gehöft, baugeschichtlich von Bedeutung. Wirtschaftsgebäude: alte Fenster. | 09268190 |
| Direkt Bild zu diesem Denkmal hochladen | Wohnstallhaus, Seitengebäude und Torbogen eines Bauernhofes                                | Mutzschwitz 14 (Karte)         | Um 1800                                                                                              | Beeindruckende Anlage am Ortseingang, Fachwerkobergeschosse, Krüppelwalmdächer, baugeschichtlich von Bedeutung | 09305183 |

## Tabellenlegende
- Bild: Bild des Kulturdenkmals, ggf. zusätzlich mit einem Link zu weiteren Fotos des Kulturdenkmals im Medienarchiv Wikimedia Commons. Wenn man auf das Kamerasymbol klickt, können Fotos zu Kulturdenkmalen aus dieser Liste hochgeladen werden:
- Bezeichnung: Denkmalgeschützte Objekte und ggf. Bauwerksname des Kulturdenkmals
- Lage: Straßenname und Hausnummer oder Flurstücknummer des Kulturdenkmals. Die Grundsortierung der Liste erfolgt nach dieser Adresse. Der Link (Karte) führt zu verschiedenen Kartendiensten mit der Position des Kulturdenkmals. Fehlt dieser Link, wurden die Koordinaten noch nicht eingetragen. Sind diese bekannt, können sie über ein Tool mit einer Kartenansicht einfach nachgetragen werden. In dieser Kartenansicht sind Kulturdenkmale ohne Koordinaten mit einem roten bzw. orangen Marker dargestellt und können durch Verschieben auf die richtige Position in der Karte mit Koordinaten versehen werden. Kulturdenkmale ohne Bild sind an einem blauen bzw. roten Marker erkennbar.
- Datierung: Baubeginn, Fertigstellung, Datum der Erstnennung oder grobe zeitliche Einordnung entsprechend des Eintrags in der sächsischen Denkmaldatenbank
- Beschreibung: Kurzcharakteristik des Kulturdenkmals entsprechend des Eintrags in der sächsischen Denkmaldatenbank, ggf. ergänzt durch die dort nur selten veröffentlichten Erfassungstexte oder zusätzliche Informationen
- ID: Vom Landesamt für Denkmalpflege Sachsen vergebene, das Kulturdenkmal eindeutig identifizierende Objekt-Nummer. Der Link führt zum PDF-Denkmaldokument des Landesamtes für Denkmalpflege Sachsen. Bei ehemaligen Kulturdenkmalen können die Objektnummern unbekannt sein und deshalb fehlen bzw. die Links von aus der Datenbank entfernten Objektnummern ins Leere führen. Ein ggf. vorhandenes Icon  führt zu den Angaben des Kulturdenkmals bei Wikidata.